# Saint Jérôme lisant avec saint Christophe et saint Louis de Toulouse
Saint Jérôme lisant avec saint Christophe et saint Louis de Toulouse  (en italien : Santi Cristoforo, Girolamo e Ludovico di Tolosa) est une peinture religieuse de Giovanni Bellini exécutée en 1513. Le tableau est toujours exposé dans l'église San Giovanni Grisostomo de Venise.

## Histoire
Le tableau fut commissionné par le marchand vénitien Giorgio Diletti dès 1494, pour être réalisé, avec l'autel, après sa mort, laissant une disposition précise dans son testament, tant sur le sujet que sur l'emplacement.
Un cartellino sur le panneau feint de marbre de gauche confirme la date de 1513 et la signature du peintre, mais on ignore pourquoi il s'écoula une vingtaine d'années entre la mise en service et l'exécution. La peinture date de la fin de la carrière de Bellini, lorsqu'il avait adopté le tonalisme de Giorgione.

## Iconographie
La présence conjointe des trois saints anachroniques (le légendaire saint Christophe de Lycie, saint Jérôme de Stridon du IVe siècle, saint Louis de Toulouse du XIIIe siècle) avec l'Enfant Jésus est une Conversation sacrée pour l'iconographie chrétienne, typique de la tradition vénitienne.

## Description
Le plan est inspiré en grande partie des œuvres de Bellini lui-même, avec un arc ouvrant sur un paysage en arrière-plan, et trois figures de saints. 
Au lieu du trône habituel avec la Vierge, au delà d'une arcature architectonique, saint  Jérôme  ermite, est montré lisant dans le désert, assis sur un escarpement rocheux, un livre appuyé sur un figuier recourbé, un autre à ses pieds ; le décor lointain montre des montagnes bleues et des tours dépassant d'une colline verte. 
En bas, séparés par un parapet de marbre à frises et panneaux chiquetés où se trouve le cartouche avec la signature, au niveau de l'arcade, deux saints sont postés : à gauche, saint Christophe tenant verticalement un long bâton de ses deux mains, portant l'Enfant Jésus ;  à droite un saint évêque portant ses attributs (mitre, cape bordée de rouge, gant et anneau pastoral), tient la crosse épiscopale de sa charge.
Les corniches-consoles des piliers de l'arcade s'interrompent brutalement (comme coupées) permettant l'insertion illusionniste du tableau dans l'architecture de son emplacement dans l'église.

## Analyse
Le saint évêque d'abord identifié comme saint Augustin d'Hippone par la présence du titre du livre qu'il tient ( De Civitate Dei), s'est révélé plus tard être apocryphe, car il n'est pas placé sur la couverture mais sur l'envers de la couverture et est probablement un repeint. Se basant sur la présence de lys de la Maison d'Anjou-Sicile sur le manteau, le personnage a été reconnu comme Louis d'Anjou, le noble français qui a renoncé à la couronne pour embrasser l'Ordre des Frères mineurs. 
Les saints ont peut-être été choisis, plutôt que de simples homonymes avec les clients, en fonction de thèmes  néoplatoniciens, saint Louis symbolisant la vie contemplative et liturgique, et saint Christophe symbolisant la prédication. Selon ce point de vue, Jérôme serait ainsi le point culminant de la vie spirituelle, comme une parfaite conjonction entre action et contemplation, entre ascèse et science révélée. L'arc au-dessus de lui est un symbole de l'église catholique et porte une inscription grecque du Psaume 14 de la Vulgate (traduite par Jérôme reconnu docteur de l'église) : « Il Signore dal cielo si china sugli uomini per vedere se esista un saggio: se c'è uno che cerchi Dio », soit en français : « Le Seigneur du haut du ciel, cherche s'il existe un homme sage parmi les hommes ; et si celui-ci cherche Dieu ». Le verset et le symbole du figuier font référence à Jérôme, tel que choisi par le Seigneur pour comprendre la loi suprême. 
La présence d'un texte grec (issu probablement de la traduction en grec parue en 1496 et 1498 d'Alde l'Ancien, faisant partie d'un cercle d'érudits fréquenté par Bellini) s'explique par le lieu de l'exposition de la peinture, une église fréquentée par les Vénitiens de langue grecque.
Peinture de la fin de la carrière de l'artiste, le tableau reprend les tons nouveaux des œuvres de Giorgione. La fusion des personnages avec le paysage démontre la réception des nouveautés de ce dernier (Retable de Castelfranco) et Sebastiano del Piombo (Retable de Saint-Jean-Chrysostome dans la même église). Peint vers 1509, le retable de Sebastiano del Piombo précède donc celui de Bellini. La comparaison démontre que Bellini, âgé de plus de soixante-dix ans, était capable d'assimiler les idées d'artistes plus jeunes. Au cœur des deux retables, un vieil homme lit sans voir les saints qui l'entourent. Celui de Bellini est plus proche du Retable de Castelfranco de Giorgione : son saint Jérôme est placé plus haut et plus loin dans l'espace du tableau délimité par un grand arc et les deux saints du premier plan semblent aussi détaché de lui que ceux de Giorgione le sont de la Vierge sur son trône. Le décor de Bellini est bien supérieur à celui de del Piombo.